# Mamorino
mamorino（マモリーノ）は、京セラが日本国内向けに開発した、auブランドを展開するKDDIおよび沖縄セルラー電話のCDMA 1X対応通話・通信機能付き防犯キッズ携帯である。製造型番はKYY01（ケイワイワイ ゼロイチ）で『安心ジュニアケータイシリーズ』の派生機種の一つとなっている。

## 概要
- セコムとのコラボレーションから生まれた端末であり、満8歳以下の児童（小学2年生まで）を対象とし、同社のK001（KY001）同様、移動経路などの通知機能や護身用防犯ブザーの機能が付加されている。防犯ブザーを使用した時、自動的にココセコムオペレーションセンターに通報した直後に本端末に連絡し、必要に応じ指定された連絡先に連絡され、さらにユーザーの要請によりセコムの緊急対処員が本端末を所持している児童のもとへ駆けつけるというシステムが用いられている。
- 本体は一見してスライド式に見えるが、テンキーおよびタッチパネル等を一切排除した通話・メール・GPS・護身用防犯ブザーの機能だけに集約し、特別に防犯用途に特化した防犯ツール付ストレート式音声端末である。同キャリア向けのストレート式音声端末としては最小である。なお、2015年（平成27年）9月現在、一連のau向け音声通話用端末としてはWalkman Phone, Xmini（W65S）に次いで、本体の質量と体積の数値が小さい。
- 本機の待ち受けFlashのデザインは顔が描かれた擬人化風デザインの「かお」とアナログ時計風デザインの「とけい」の2種類が用いられている。

## 沿革
- 2009年（平成21年）10月19日 - KDDI、および京セラより公式発表。
- 2010年（平成22年）
  - 3月10日 - 全国にて一斉発売[2]。本来は3月4日に関東、中部、関西、沖縄地区にて、3月5日に残りの地区にてそれぞれ発売される予定だったが、「安心ナビ いつでも位置確認」を利用時に、保護者側（子供の居場所を確認する側）となるau端末からの利用登録が、一部機種との間で正常に動作しない事象が確認されたため販売を一時的に停止したという理由で発売日が変更された。
  - 3月15日 - 日本PTA全国協議会の推薦商品に認定[3]。
  - 7月9日 - キッズデザイン協議会主催による「第4回キッズデザイン賞」を受賞[4]。
- 2011年（平成23年）5月 - 販売終了。
- 2022年（令和4年）3月31日 - 同キャリアにおける3Gサービスの完全終了により当機種は使用不可となる[5][6]。

## 主な機能・対応サービス
- 防水機能（IPX5/IPX7等級）
- ココセコム（別途セコムとの契約が必要）
- ケータイアップデート（保護者専用メニューモード使用時のみ利用可能）
- 特定Cメール送受信（ペア相手のみ）
- au ICカード（R-UIMカード）対応（ただしグローバルパスポートのレンタルサービスには非対応）

| 主な対応サービス                                                   | 主な対応サービス                                                                            | 主な対応サービス                          | 主な対応サービス                                                                  |
| ------------------------------------------------------------------ | ------------------------------------------------------------------------------------------- | ----------------------------------------- | --------------------------------------------------------------------------------- |
| EZweb （EZアクセス制限あり）                                       | EZ「着うた」 （ハイクオリティステレオ(HE-AAC)対応） EZ「着うたフル」 EZ「着うたフルプラス」 | LISMOビデオクリップ                       | LISMO Video                                                                       |
| EZチャンネル                                                       | EZチャンネルプラス                                                                          | Touch Message                             | EZFeliCa                                                                          |
| PCサイトビューア                                                   | じぶん銀行アプリ (別途ダウンロードにて対応)                                                 | EZアプリ(BREW)                            | オープンアプリプレイヤー                                                          |
| ケータイ de PCメール                                               | デコレーションメール                                                                        | デコレーションアニメ                      | au one メール                                                                     |
| EZナビウォーク                                                     | EZ助手席ナビ (別途ダウンロードにて対応)                                                     | 安心ナビ                                  | 災害時ナビ 緊急地震速報 (音声読み上げ対応)                                        |
| 移動経路通知（緊急機能としてココセコムを選択される場合は利用不可） | 居場所通知（別途EZwebの契約が必要）                                                         | グローバルパスポート （レンタルサービス） | au Smart Sports （Karada Manager） (ただし、Run & Walkは別途ダウンロードにて対応) |
| 護身用防犯ブザー                                                   | 赤外線通信 auフェムトセル (別途、ケータイアップデートにて対応)                              | 制限モード (発着信・送受信制限)           | 通話モード                                                                        |

など

## 不具合および新機能の追加
2010年6月30日に以下の新機能の追加がケータイアップデートにより行われた。
- 宅内用小型基地局「auフェムトセル」に対応した。

## 名前の由来
「（～を）守る」「（～を）見守る」「お守り」という意味から。

## 注
1. ↑  2012年（平成24年）7月23日より利用不可
2. ↑  （お知らせ）お子さま向けのau携帯電話「mamorino」の一時販売停止について - KDDI（2010年3月5日）
（お知らせ） お子さま向けのau携帯電話「mamorino」の販売再開について - KDDI（2010年3月9日）
3. ↑  〈お知らせ〉 「mamorino」が社団法人日本PTA全国協議会の推薦商品に認定 - KDDI（2010年3月15日）
4. ↑  CSRトピックス「KDDIケータイ教室」とお子さま向けお守りツール「mamorino (マモリーノ)」が第4回キッズデザイン賞を受賞 - KDDI（2010年7月9日）
5. ↑  auの3Gサービス「CDMA 1X WIN」が2022年3月末をもって終了　VoLTE非対応4G LTE端末も対象 - ITmedia 2018年11月16日
6. ↑  「CDMA 1X WIN」サービスの終了について - KDDI 2018年11月16日
7. ↑  
ケータイアップデートのお知らせKDDI 2010年6月30日